# دوغلاس كو
دوغلاس كو (بالإنجليزية: Douglas Coe)‏ هو كاتب أمريكي، ولد في 20 أكتوبر 1928 في ميدفورد في الولايات المتحدة، وتوفي في 21 فبراير 2017 في أنابولس في الولايات المتحدة بسبب نوبة قلبية.

## وصلات خارجية
- دوغلاس كو على موقع الموسوعة البريطانية (الإنجليزية)
- دوغلاس كو على موقع إن إن دي بي (الإنجليزية)